# Taghjijt
Taghjijt (arabisch تغجيجت, Zentralatlas-Tamazight ⵜⴰⵖⵊⵉⵊⵜ Taɣjijt) ist eine Kleinstadt mit etwa 7000 bzw. eine Landgemeinde (commune rurale) mit insgesamt etwa 12.000 Einwohnern in der Provinz Guelmim in der Region Guelmim-Oued Noun im Süden Marokkos.

## Lage und Klima
Die etwa 575 m hoch gelegene Kleinstadt Taghjijt liegt nahe den südlichen Ausläufern des Anti-Atlas-Gebirges etwa 38 km (Fahrtstrecke) südöstlich von Bouizakarne an der N12. Bis nach Tata sind es knapp 210 km in nordöstlicher Richtung. Nach heftigen oder langanhaltenden Winterregenfällen füllt sich das ansonsten trockene Flussbett des Oued Siyad vorübergehend mit Wasser. Die jährliche Regenmenge im Ort selbst liegt bei nur ca. 130 mm.

## Bevölkerung
| Jahr      | 1994  | 2004 | 2014 | 2024 |
| Einwohner | k. A. | 6983 | 6700 | 6668 |

Die Bevölkerung besteht nahezu ausschließlich aus Angehörigen verschiedener Berberstämme der Umgebung. Die meisten sind – nach ausbleibenden Regenfällen in ihren Heimatdörfern, aber auch aus soziokulturellen Gründen – seit den 1970er Jahren zugewandert.

## Wirtschaft

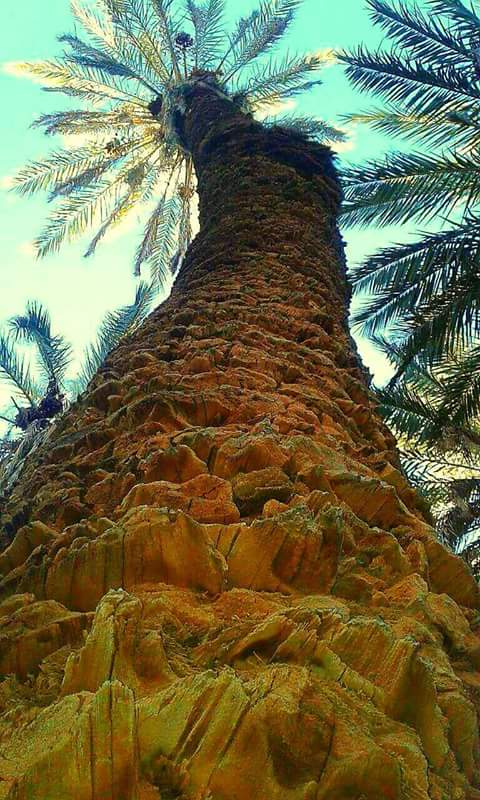
Dattelpalmen bei Taghjijt

In früheren Jahrhunderten stand die Selbstversorgung im Zentrum des Wirtschaftens. Erst nach Fertigstellung einer Pistenstraße von Guelmim über Akka nach Tata und weiter nach Ouarzazate während der französischen Kolonialzeit konnten die in der Dattelpalmenoase erzeugten Lebensmittel auch auf regionalen oder überregionalen Märkten abgesetzt werden. Gleichzeitig kamen neue Gemüsepflanzen (Kartoffeln, Tomaten etc.) in die Gegend und bereicherten den Speiseplan. Auch heute noch beherrscht die Oasenwirtschaft mit einer Anbaufläche von etwa 5000 ha das Leben der meisten Bewohner; produziert werden in erster Linie Datteln, Oliven, Weintrauben, Granatäpfel und Feigen, aber auch Getreide- (Gerste, Weizen, Mais) und Gemüseanbau (Ackerbohnen, Möhren, Tomaten etc.) ist möglich. Über den Bereich der Landwirtschaft hinaus haben sich viele Kleinunternehmen im Handwerks-, Geschäfts- und Dienstleistungssektor entwickelt.

## Geschichte
Wie bei allen Berberdörfern fehlt zur Geschichte von Taghjijt jedwede schriftliche Überlieferung. Man kann jedoch davon ausgehen, dass die Palmenoase bereits von frühen Jägern und Sammlern entdeckt und einige Jahrhunderte später von Nomaden dauerhaft besiedelt wurde. Das Vieh (Schafe, Ziegen, Hühner) konnte jedoch nicht mehr frei herumlaufen, sondern musste in Pferchen oder Ställen gehalten werden, wodurch sich der Bestand erheblich verkleinerte. In der Phase der Sesshaftwerdung waren wiederkehrende und oft genug tödlich endende Konflikte zwischen den Oasenbewohnern und umherziehenden Viehnomaden nicht selten.

## Sehenswürdigkeiten
- Die meisten Häuser des Ortes sind im modernen Einheitsstil mit Fundament, Fußboden und Zwischendecken aus Beton und Wänden aus Hohlblockziegeln erbaut. Die Fassaden sind verputzt und in Rot- und Ockertönen gestrichen. Die aus Stampflehm errichteten Mauern des alten Ortskerns sind dem natürlichen Verfall anheimgegeben. Kurze Spaziergänge innerhalb der Oase und weitere Wanderungen (z. B. zu einer oberhalb des Ortes gelegenen Festungsruine) sind möglich.

Umgebung
- Die kleine, aber sehenswerte Bergoase Amtoudi oder Ametdi (manchmal auch nur Id Aïssa genannt) befindet sich etwa 36 km nordöstlich.